# Savas Dimopoulos
Savas Dimopoulos (în greacă Σάββας Δημόπουλος; n. 1952, Istanbul, Turcia) este un fizician american de origine greacă.

## Biografie
Este născut la Istanbul într-o familie de greci, dar ulterior familia s-a mutat la Atena, din cauza tensiunilor interetnice dintre anii 1950-1960 in Turcia.
Dimopoulos a studiat la Universitatea din Houston, iar doctoratul și l-a luat sub conducerea  Laureatului Nobel Yoichiro Nambu la Universitatea din Chicago. a avut un stagiu de scurtă durată la Universitatea Columbia (SUA), iar ulterior s-a deplasat la Stanford unde a devenit membru al Consiiliului în anul 1980. În anii 1980-1982 a fost afiliat de asemenea Universităților din Michigan, Harvard și California cu sediul la Santa Barbara. În anii 1994-1997, păstrîndu-și locul la Universitatea Stanford a lucrat la CERN. 
Dimopoulos este unul dintre fizicienii actuali foarte cunoscuți, pentru fenomenele fizice , ce au loc în cadrul modelului standard al Universului în expansiune, care pot fi testate la Colaiderul adronic mare din Elveția (LHC) de energii foarte mari ale particulelor în ciocnire. În anul 1995 a propus modelul cu simetrie dereglată SU(5) in cadrul teoriilor marii unificări,care este un model minimal supersimetric standart (MSSM). A sugerat si elaborat de asemenea modelul extradimensiunilor mari în colaborare cu fizicienii mai tineri  Nima Arkani-Hamed și Gia Dvali.

### Premii și distincții
În anul 2006 a fost distins cu Premiul Societății americane de Fizică Sakurai "pentru ideile sale creative din domeniul supersimetriei, a dereglării simetriei, și a extra dimensiunilor spațiale, care au profilat cercetările de fizica a energiilor înalte la scara energiilor de mii de gigaelectronvolți (Tev), sugerând astfel o serie întreagă de noi experiențe".  
În anul 2006 i s-a decernat premiul "Caterina Tomassoni and Felice Pietro Chisesi" ale Universității din Roma. Acest premiu încurajează descoperiri deosebite în fizică. Dimopoulos a fost menționat de către Commitetul Tomassoni ca una dintre figurile lieder în domeniul fizicii teoretice a particulelor. Ideile sale din domeniul modelului standart supersimetric au condus la înțelegerea profundă a mecanismelor fizicii energiilor înalte".
A fost filmat în filmul documentar despre Colaiderul adronic de energii supraînalte (LHC).

## Coautori și colaboratori
- Frank Anthony Wilczek
- Leonard Susskind
- Nima Arkani-Hamed
- Gia Dvali
- Asimina Arvanitaki
- Masha Baryakhtar
- Sergei Dubovsky
- Robert Lasenby

## Lucrări importante
- Bariogeneza la scara energiilor Marii Unificări
- Lucrări timpurii la technicolor (modelul standart cu dereglare a simetriilor electroslabe)
- Lucrări timpurii ]n domeniul dereglării ușoare a simetriilor și a unificării cuplajelor Gauge în cadrul modeulului minimal supersimetric standart (MSSM).
- Forțe de scară milimetrică mediate prin modul.
- " Modelul ADD" a extra dimensiunilor mari, în colaborare cu Nima Arkani-Hamed and Gia Dvali.
- Split supersimetria (Supersimetria de despicare)

### Publicații
- SPIRES